# Montebourg
Pour les articles homonymes, voir Montebourg (homonymie).
Montebourg est une commune française, située dans le département de la Manche en région Normandie, peuplée de 1 951 habitants.

## Géographie
La commune est à l'est de la péninsule du Cotentin. Son bourg est à 7,5 km à l'est de Valognes, à 10 km au nord-ouest de Sainte-Mère-Église et à 17 km au sud-ouest de Saint-Vaast-la-Hougue.
Montebourg est desservie par la ligne no 301 (Carentan-les-Marais - Cherbourg-en-Cotentin) du réseau de transport en commun de la région Normandie, Nomad.
| Saint-Germain-de-Tournebut | Saint-Germain-de-Tournebut | Vaudreville  |
| Saint-Cyr                  | Montebourg                 | Saint-Floxel |
| Éroudeville                | Éroudeville                | Saint-Floxel |

### Hydrographie
La commune est située dans le bassin Seine-Normandie. Elle est drainée par la Durance, le fossé 01 de Roussel et un autre petit cours d'eau,.

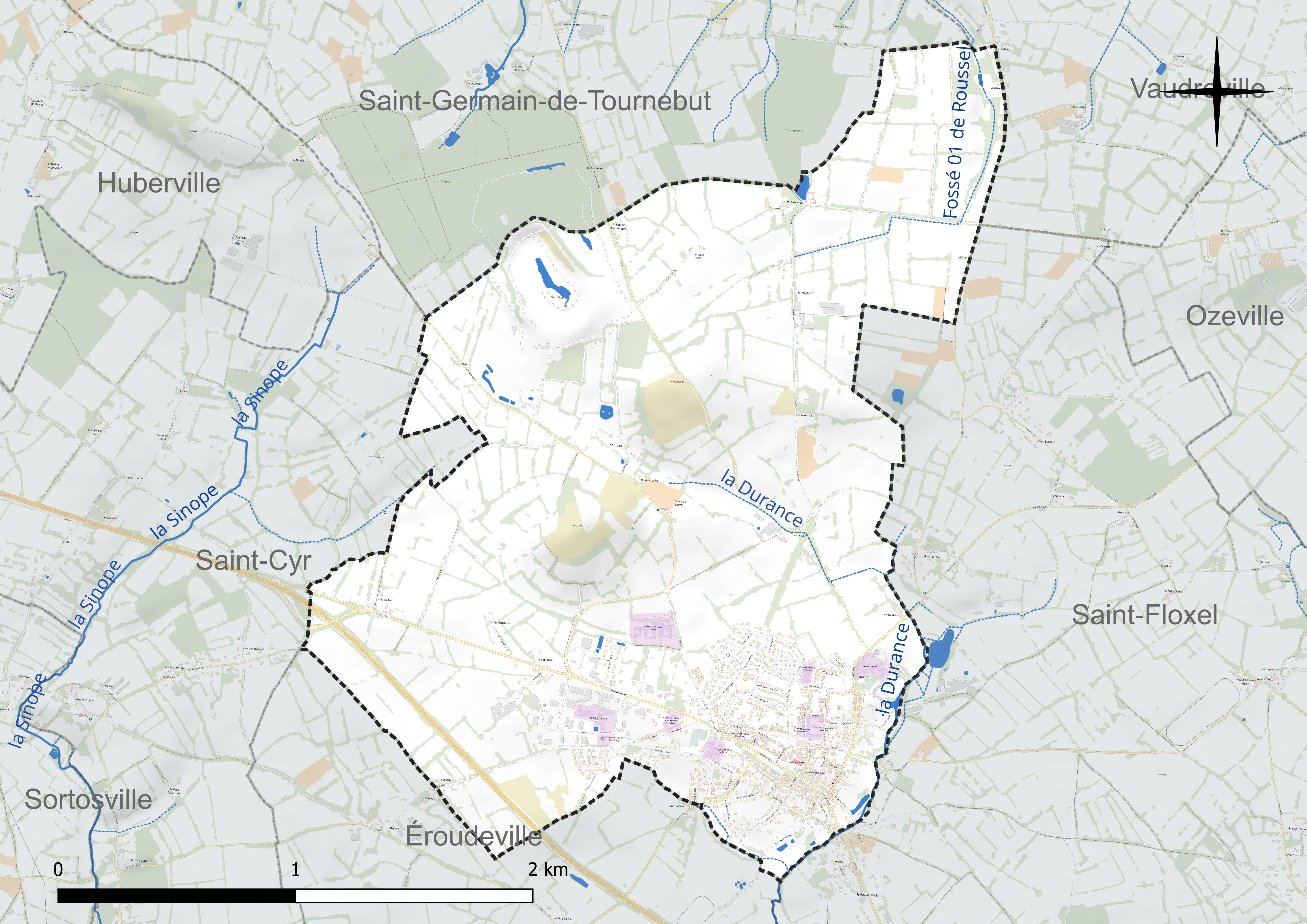
Réseau hydrographique de Montebourg.

### Climat
Pour des articles plus généraux, voir Climat de la Normandie et Climat de la Manche.
En 2010, le climat de la commune est de type climat océanique franc, selon une étude du CNRS s'appuyant sur une série de données couvrant la période 1971-2000. En 2020, Météo-France publie une typologie des climats de la France métropolitaine dans laquelle la commune est exposée à un climat océanique et est dans la région climatique  Normandie (Cotentin, Orne), caractérisée par une pluviométrie relativement élevée (850 mm/a) et un été frais (15,5 °C) et venté.
Pour la période 1971-2000, la température annuelle moyenne est de 10,9 °C, avec une amplitude thermique annuelle de 11,1 °C. Le cumul annuel moyen de précipitations est de 847 mm, avec 13,6 jours de précipitations en janvier et 8,2 jours en juillet. Pour la période 1991-2020, la température moyenne annuelle observée sur la station météorologique la plus proche, située sur la commune de Sainte-Marie-du-Mont à 16 km à vol d'oiseau, est de 11,6 °C et le cumul annuel moyen de précipitations est de 890,0 mm,. Pour l'avenir, les paramètres climatiques de la commune estimés pour 2050 selon différents scénarios d’émission de gaz à effet de serre sont consultables sur un site dédié publié par Météo-France en novembre 2022.

## Urbanisme

### Typologie
Au 1er janvier 2024, Montebourg est catégorisée bourg rural, selon la nouvelle grille communale de densité à sept niveaux définie par l'Insee en 2022. Elle est située hors unité urbaine et hors attraction des villes,.

### Occupation des sols
L'occupation des sols de la commune, telle qu'elle ressort de la base de données européenne d’occupation biophysique des sols Corine Land Cover (CLC), est marquée par l'importance des territoires agricoles (76,4 % en 2018), en diminution par rapport à 1990 (81,8 %). La répartition détaillée en 2018 est la suivante : prairies (60,1 %), zones urbanisées (17,5 %), terres arables (15,3 %), mines, décharges et chantiers (6,1 %), zones agricoles hétérogènes (1 %). L'évolution de l’occupation des sols de la commune et de ses infrastructures peut être observée sur les différentes représentations cartographiques du territoire : la carte de Cassini (XVIIIe siècle), la carte d'état-major (1820-1866) et les cartes ou photos aériennes de l'IGN pour la période actuelle (1950 à aujourd'hui).

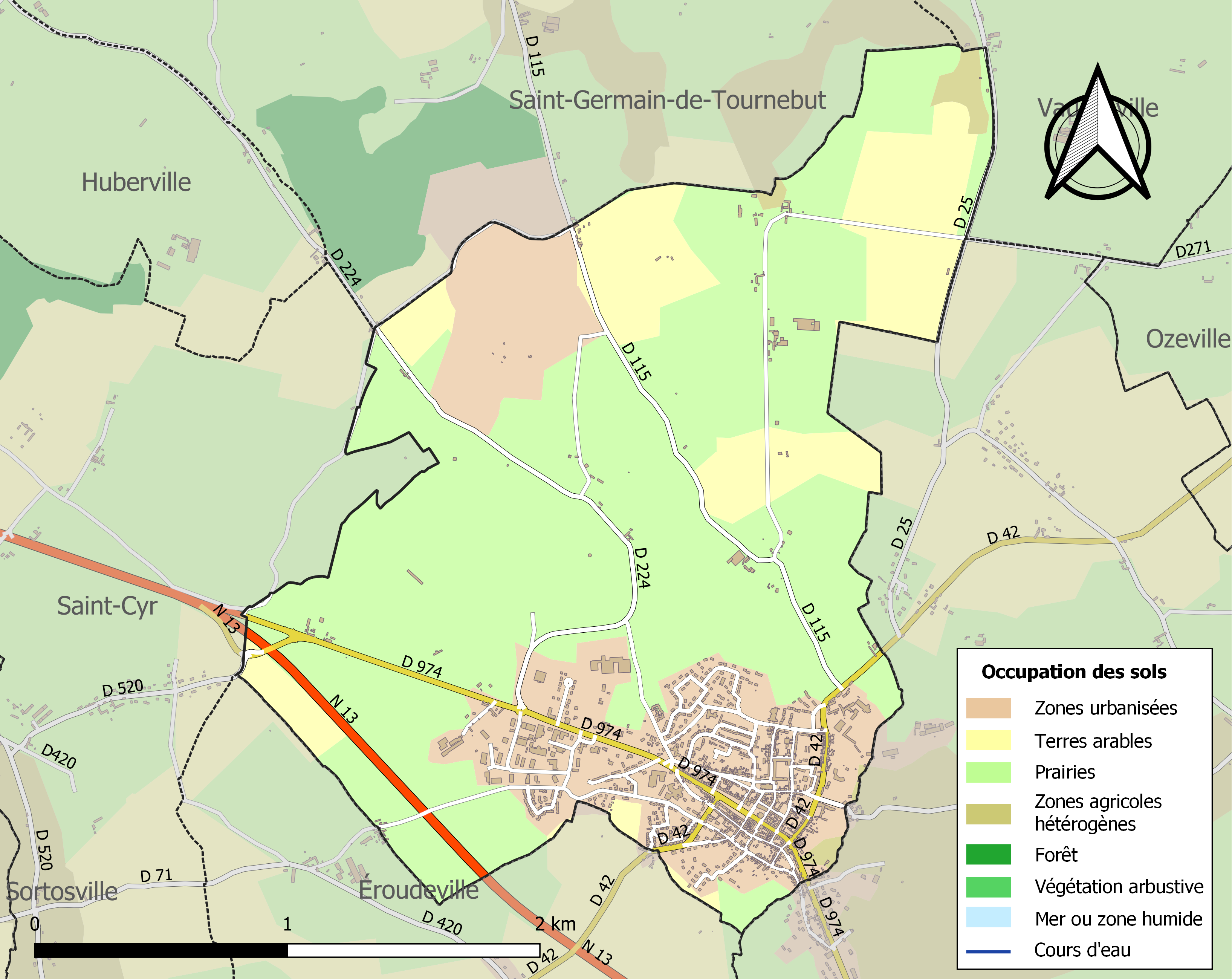
Carte des infrastructures et de l'occupation des sols de la commune en 2018 (CLC).

## Toponymie
Le toponyme est attesté sous la forme latinisée Montis Burgi en 1042.
Il s'agit d'une formation toponymique médiévale en -bourg. L'appellatif bourg est issu dans la région du vieux normand burc, borc, semblable à l'ancien français borc (> bourg). Il apparaît dans des noms de lieux régionaux tels que Cherbourg, Jobourg, Cabourg, Vambourg, Caillebourg, etc. dans des formations qui peuvent être d'origine saxonnes ou anglo-scandinaves. Cependant Montebourg est un composé roman, puisque l'élément Monte- remonte ultimement au latin. Il s'agit sans doute d'un déverbal utilisé au sens de « monte bourg », c'est-à-dire « le bourg vers lequel on monte » et non pas un « bourg du mont » comme l'indique la forme latine, qui aurait donné *Montbourg.
Le site de Montebourg, dit René Lepelley, s’élève à environ 70 mètres au-dessus du niveau de la mer alors que Valognes, à cinq kilomètres de là, n’est qu’à 35 mètres.
Le gentilé est Montebourgeois. Les habitants sont également couramment appelés « Cassins », ce qui évoque la fondation de l'abbaye sur le modèle bénédictin de Mont-Cassin en Italie.

## Histoire

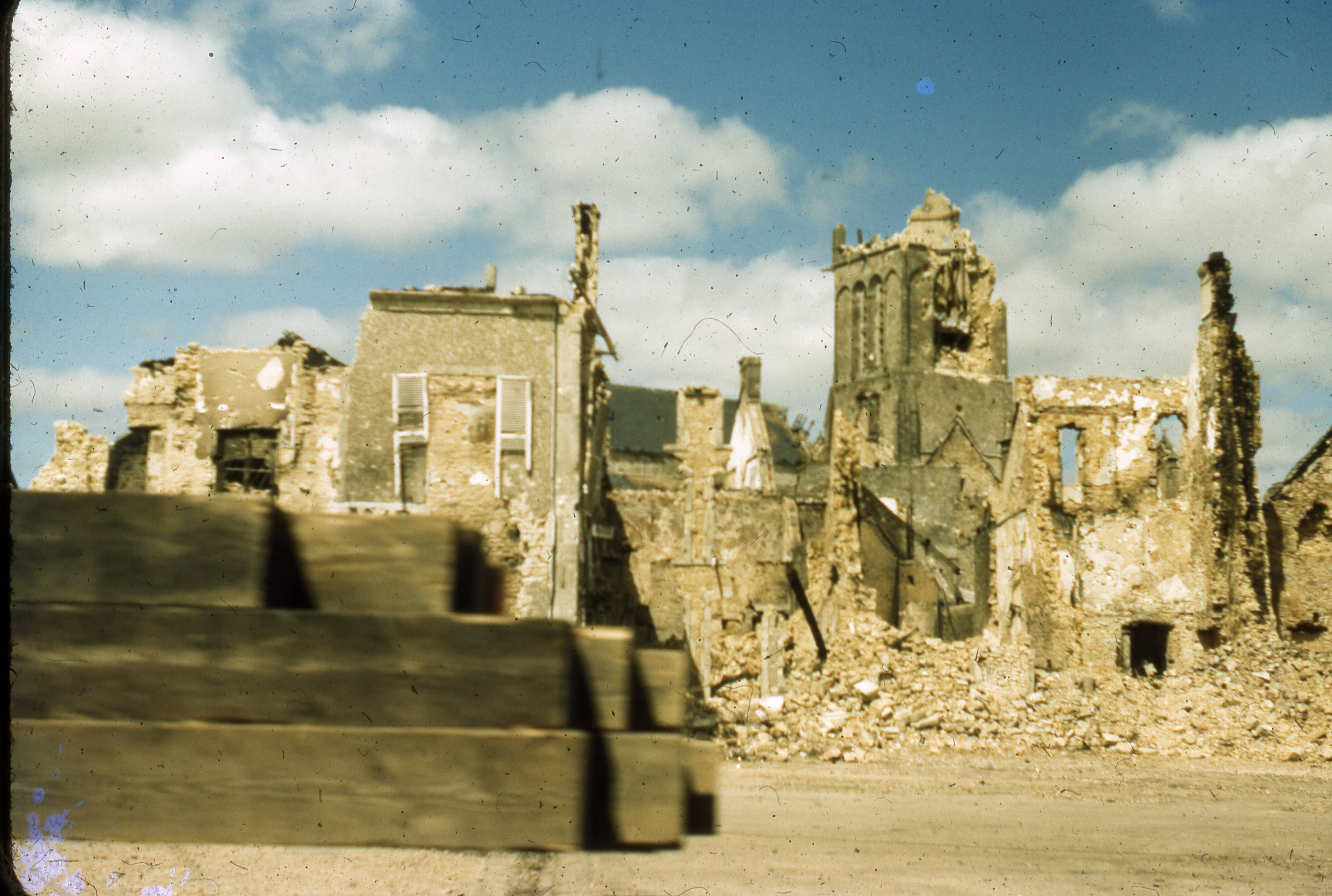
Dommages causés par la Seconde Guerre mondiale.

On connaît peu de choses des origines de la paroisse de Montebourg qui apparaît dans les sources médiévales en 1042 dans un acte de Guillaume de Normandie pour l’abbaye Saint-Vigor de Cerisy, dans lequel celui-ci concède des droits dans la forêt de Montebourg. Mais, à cette époque, on n’a pas encore mention d’une communauté d’habitants ni d’une paroisse. C'est Guillaume, qui dans la deuxième moitié du XIe siècle fonde l'abbaye Notre-Dame, qui est du domaine ducal. La paroisse est à nouveau mentionnée dans des actes du duc Robert Courteheuse.
Au début de la guerre de Cent Ans, lors de la chevauchée d'Édouard III qui se terminera par la bataille de Crécy et la reddition de Calais, l'armée anglaise, fraîchement débarquée à la Hougue le 12 juillet 1346, prend et brûle la ville.
En 1379, la place est tenue par Guillaume des Bordes, lieutenant du roi de France en Basse-Normandie. Froissart raconte que ce dernier, cette année là, à la Saint-Martin d'été (Saint-Martin le bouillant), le 4 juillet, il part avec ses principaux lieutenant pour marcher sur Cherbourg, dont le commandant Anglais, John Harliston, par hasard sort lui aussi. Les deux troupes se rencontreront dans la forêt de Brix.
En juin 1944, Montebourg, qui se situe à quelques kilomètres au nord-ouest d'Utah Beach, sera le lieu de durs combats dès les premiers jours de la bataille de Normandie. Dès leur débarquement sur les plages proches, les Américains essayent de progresser vers le nord pour prendre Cherbourg et son port, vital pour l'approvisionnement des troupes alliées. Ils vont se heurter à hauteur de Montebourg à une forte résistance allemande. Ainsi du 7 au 14 juin, la 4e division d'infanterie américaine commandée par le général Barton et une partie de la 29e division d'infanterie américaine vont être bloquées devant une ligne Le Ham - Éroudeville - Montebourg - Quinéville par la résistance des 243e Infanterie-Division commandée par le général Hellmich (sur le secteur d'Éroudeville - Montebourg) et de la 709e Infanterie-Division allemandes commandée par la général von Schlieben (secteur de Montebourg - Quinéville).
Montebourg est en grande partie détruite pendant ces combats. Cette résistance poussera le commandement américain à favoriser une attaque vers l'ouest, à travers les zones inondées du Merderet, conduisant à la coupure du Cotentin.

### Foires de Montebourg
Depuis le XIe siècle, Montebourg est dans le Cotentin une importante ville de foire, réputée pour les bovins, avec pas moins de onze foires annuelles, drainant des marchands vers la commune.
C'est au cours du XIIIe siècle qu'est créée la foire annuelle de La Chandeleur (3 février). D'autres foires se déroulaient à Montebourg : les Brandons (en février) ; le 25 mars se tenait la foire dite de la Maresque ; à la veille des Rameaux, la foire de la Fleurye ; aux Rogations le jeudi après l'Ascension, celle de Rouvaysons ; une autre foire le 16 août (ventes de moutons), ainsi que, à une époque plus récente, celle de la Saint-Floxel en septembre (concours de poulinières), sur la place Saint-Jacques.

## Héraldique
| Blason de Montebourg | Blason  | De gueules à la croix ancrée d’or. |
| Blason de Montebourg | Détails | On trouve ce blason dans l’église Saint-Jacques, sur un cartouche au pied du christ en croix sur la « perque » qui marque la séparation du chœur et de la nef entre les deux piliers de l’arc triomphal. L’écu de Montebourg est placé sur deux bourdons (bâtons de pèlerins) posés en sautoir ; en dessous pend une coquille Saint-Jacques, qui rappelle le passage des pèlerins anglais en marche vers le Mont-Saint-Michel et plus loin, Compostelle en Espagne. La commune est décorée de la croix de guerre 1939-1945 par décret du 2 juin 1948, avec palme de bronze. |

## Politique et administration

### Administration municipale
Le conseil municipal est composé de dix-neuf membres dont le maire et deux adjoints.

## Démographie
L'évolution du nombre d'habitants est connue à travers les recensements de la population effectués dans la commune depuis 1793. Pour les communes de moins de 10 000 habitants, une enquête de recensement portant sur toute la population est réalisée tous les cinq ans, les populations de référence des années intermédiaires étant quant à elles estimées par interpolation ou extrapolation. Pour la commune, le premier recensement exhaustif entrant dans le cadre du nouveau dispositif a été réalisé en 2006.
En 2022, la commune comptait 1 951 habitants, en évolution de −6,43 % par rapport à 2016 (Manche : −0,31 %, France hors Mayotte : +2,11 %).
Montebourg a compté jusqu'à 2 535 habitants en 1836.
| 1793  | 1800  | 1806  | 1821  | 1831  | 1836  | 1841  | 1846  | 1851  |
| ----- | ----- | ----- | ----- | ----- | ----- | ----- | ----- | ----- |
| 2 134 | 2 391 | 2 427 | 2 534 | 2 523 | 2 535 | 2 502 | 2 494 | 2 471 |

| 1856  | 1861  | 1866  | 1872  | 1876  | 1881  | 1886  | 1891  | 1896  |
| ----- | ----- | ----- | ----- | ----- | ----- | ----- | ----- | ----- |
| 2 261 | 2 214 | 2 304 | 2 172 | 2 234 | 2 233 | 2 149 | 2 049 | 2 161 |

| 1901  | 1906  | 1911  | 1921  | 1926  | 1931  | 1936  | 1946  | 1954  |
| ----- | ----- | ----- | ----- | ----- | ----- | ----- | ----- | ----- |
| 2 175 | 1 957 | 1 831 | 1 647 | 1 614 | 1 567 | 1 542 | 1 212 | 1 577 |

| 1962  | 1968  | 1975  | 1982  | 1990  | 1999  | 2006  | 2011  | 2016  |
| ----- | ----- | ----- | ----- | ----- | ----- | ----- | ----- | ----- |
| 1 827 | 2 026 | 2 039 | 1 956 | 2 052 | 2 022 | 2 013 | 2 098 | 2 085 |

| 2021  | 2022  | - | - | - | - | - | - | - |
| ----- | ----- | - | - | - | - | - | - | - |
| 2 001 | 1 951 | - | - | - | - | - | - | - |

## Économie
La commune se situe dans la zone géographique des appellations d'origine protégée (AOP) beurre d'Isigny et crème d'Isigny.

## Lieux et monuments

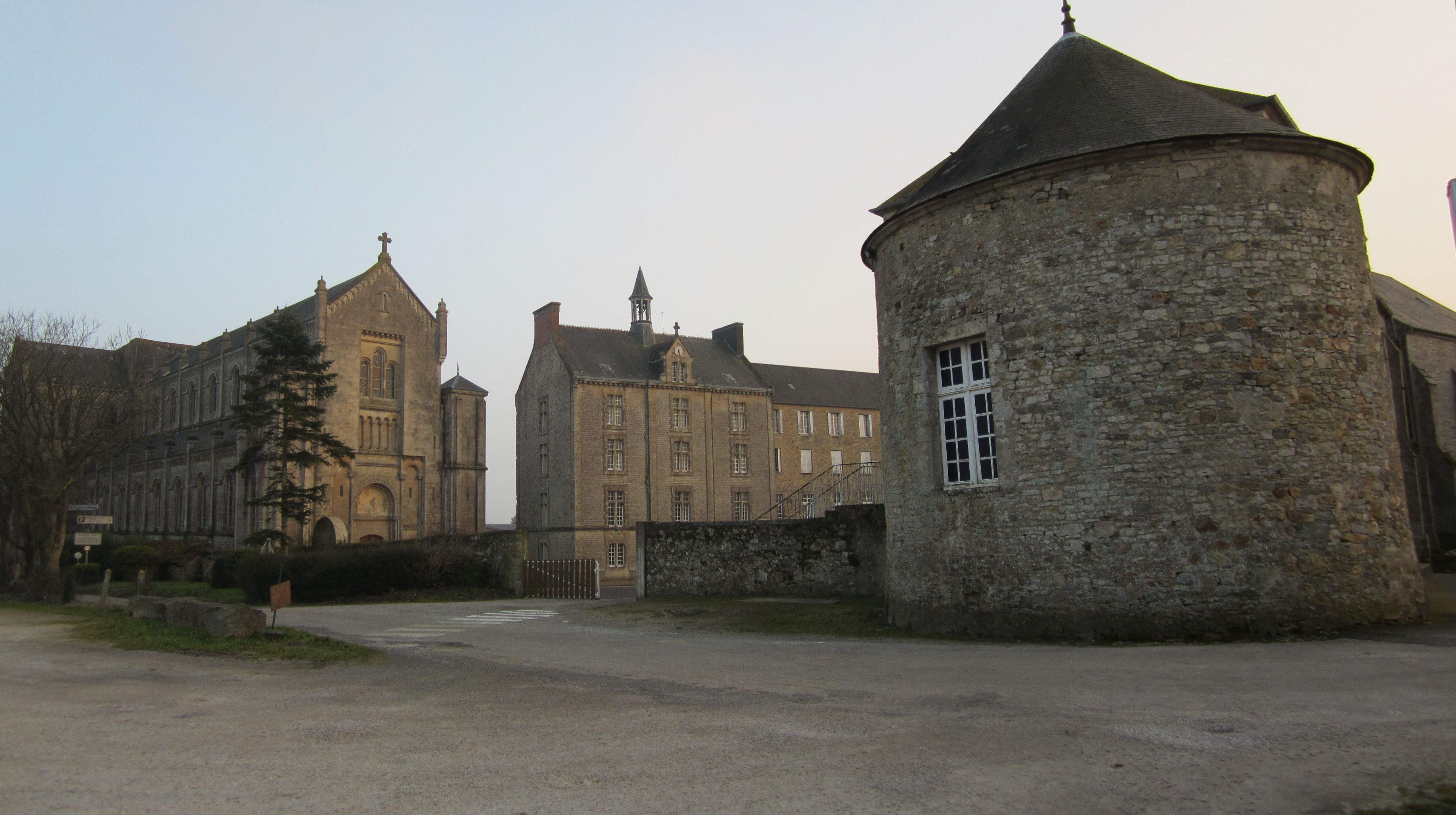
L'abbaye de Montebourg.

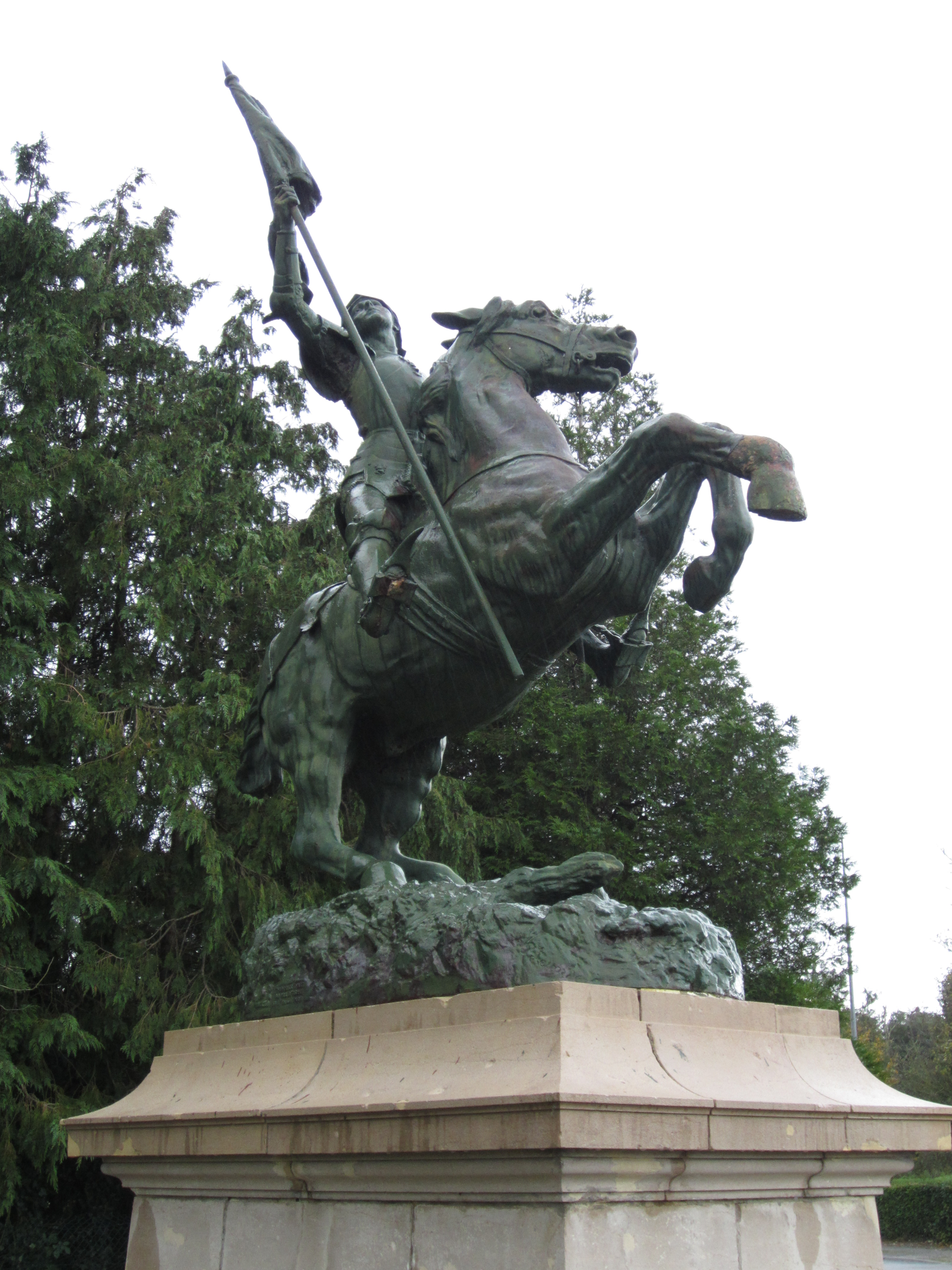
La statue équestre de Jeanne d'Arc.

- Oppidum du Mont Castre, antérieur à la conquête romaine[35] et dont la réoccupation militaire du site par les romains peut-être envisagée[36],[Note 5]. Mentionné sous le nom d'« Oppidum Duurunum » dans la Passion de saint Floxel, le site fortifié de hauteur[Note 6] pourrait également avoir abrité un habitat aristocratique. Le retranchement, située au nord-est du bourg, à l'ouest de la maison Vadet, se compose d'une vaste enceinte circulaire enserrant une zone de trois hectares avec à la fois le sommet et le flanc nord d'un relief culminant à 108 m d'altitude. Les talus qui peuvent atteindre 6-8 mètres de hauteur, sont par endroits renforcés de parements résiduels en blocs de grès armoricain[39].
- Église Saint-Jacques du XIVe siècle avec flèche en pierre. Elle est en partie détruite pendant le débarquement, et sur laquelle sont encore visibles des impacts de balles et d'obus. Sa construction avait été décidée par l'abbé de Montebourg au début du XIVe siècle : elle a été consacrée le 2 septembre 1329 par l'évêque de Coutances, Guillaume de Thieuville. Un vitrail du XIXe placé dans le bas-côté sud du chœur, détruit en 1944, rappelait cet événement. L'édifice, restauré selon les plans de Yves-Marie Froidevaux et J. Traverse, reste inscrit au titre des monuments historiques par arrêté du 18 mai 1925[40]. Elle abrite un chapiteau du XIIe servant de fonts baptismaux et deux statues de saint Jacques, l'une en pèlerin, l'autre en apôtre, classés au titre objet[41], et une verrière du XXe de Pierre Potet.
- Abbaye Sainte-Marie fondée par Guillaume le Conquérant dans la deuxième moitié du XIe siècle selon l'ordre de Saint-Benoît observé au Mont Cassin, et confiée par le roi Henri Ier Beauclerc à Richard de Reviers au début du XIIe siècle. L'église a été consacrée seulement en 1152, en présence de l'archevêque de Rouen Hugues d'Amiens, des évêques de Coutances et d'Évreux, et des seigneurs locaux, dont Guillaume de Vernon, patron et protecteur de l'abbaye. Les bâtiments, vendu comme biens nationaux ont été détruits pendant et après la Révolution française (1818), mais l'église a été reconstruite en style néo-roman entre 1892 et 1903. Aujourd'hui, les bâtiments de l'abbaye sont occupés par un collège et lycée agricole privé. Le logis abbatial date du XVIIe siècle.
- Ferme de l'abbaye.
- Statue de Jeanne d'Arc, sculptée par Pierre Le Nordez[42] (cheval) et Mathurin Moreau (Jeanne d'Arc) à la fin du XIXe siècle, inscrite au titre des monuments historiques depuis le 18 août 2006[43]. C'est l'évêque Albert Le Nordez, né à Montebourg, qui l'a commandée à son oncle[44].
- Monument dédié aux soldats de la 4e division d'infanterie US morts lors des combats de libération de la commune. Il est érigé avec les pierres d'une échauguette du XVe siècle[35].
- Vieux quartiers de la Foulerie.
- Vestiges d'une muraille du XIIIe siècle à contreforts, dont l'un est coiffé d'une tourelle en échauguette. Dans l'état des connaissances, il n'est pas possible d'attribuer ce pan de mur, qui pourrait être un vestige de l'ancien château fort, ou de l'enceinte de l'abbaye[37].

## Activité et manifestations

### Sports
L'Amicale sportive de Montebourg fait évoluer trois équipes de football en divisions de district.
La Société des amis des écoles laïques de Montebourg (SAEL) propose différentes disciplines (tir à l'arc, boxe française, tennis de table, badminton…).

### Manifestations
Une « foire de la chandeleur », dont l'origine remonte au Moyen Âge, a lieu chaque année à Montebourg fin janvier ou début février.

### Jumelages
- Walheim (Allemagne) depuis 1960[48]. Walheim a été intégrée à la ville d'Aix-la-Chapelle (Aachen) en 1972.
- Sturminster Newton (Royaume-Uni).
- Saint-Sauveur (Guernesey).

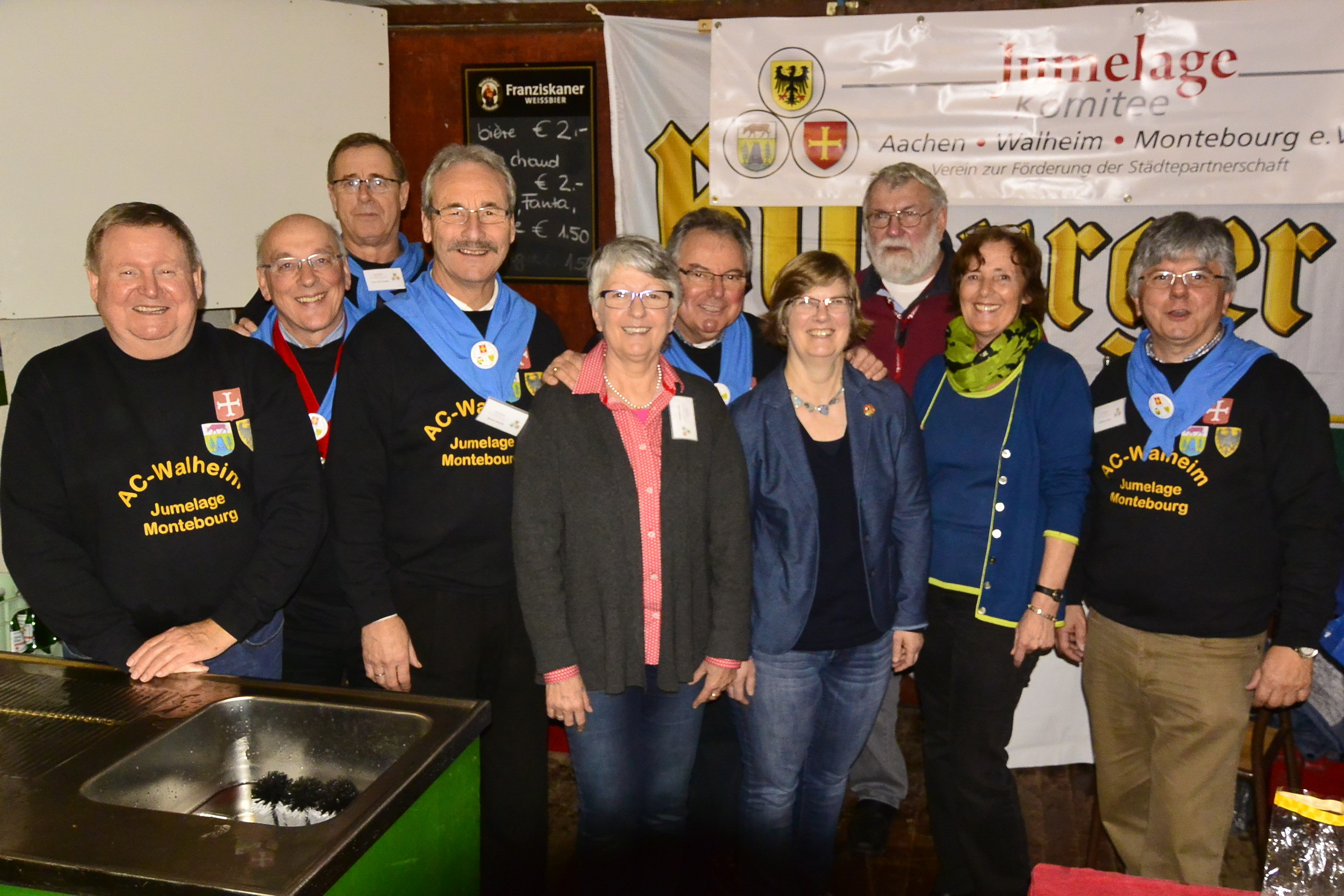
Comité de jumelage Aachen-Walheim.
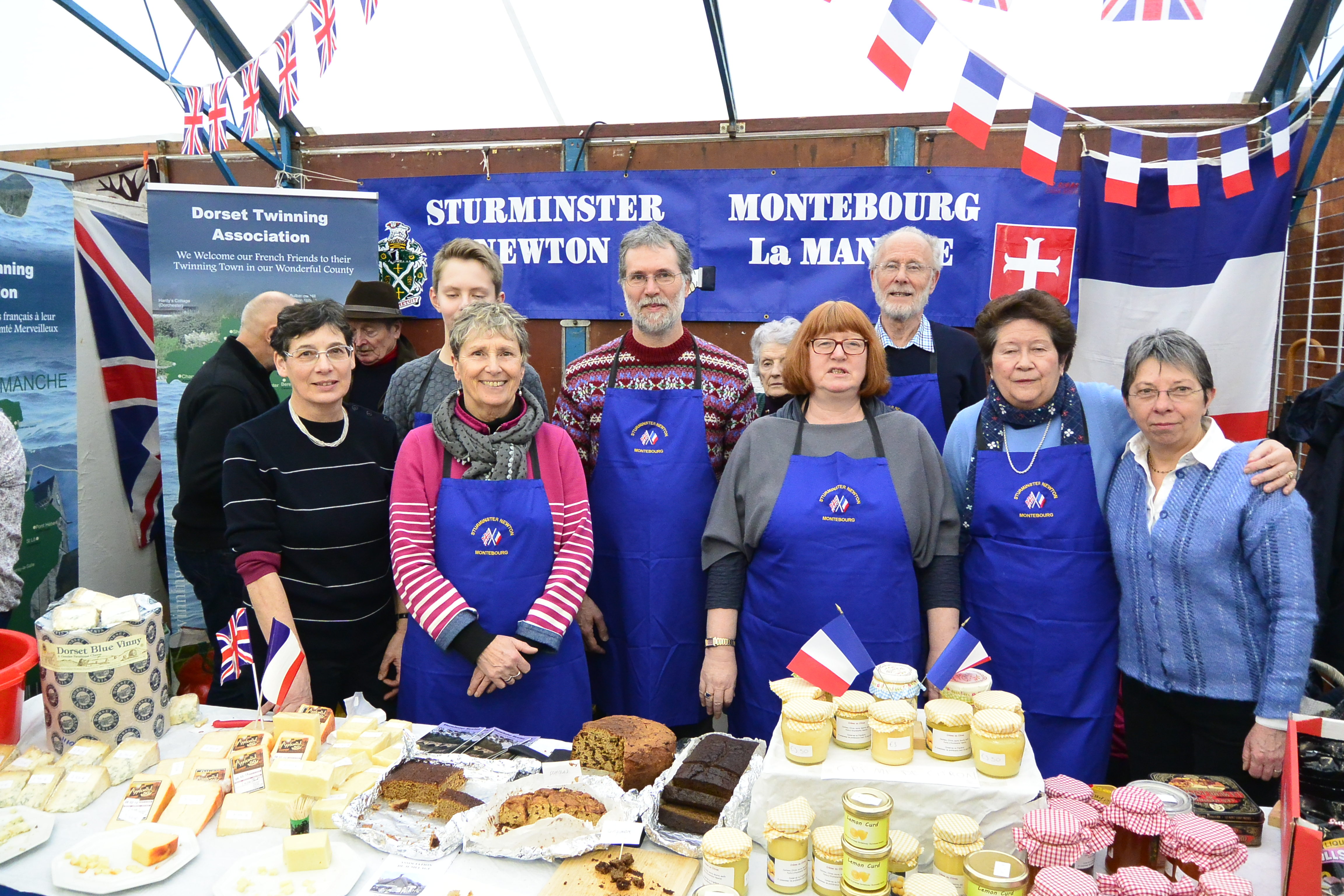
Comité de jumelage Sturminster Newton.
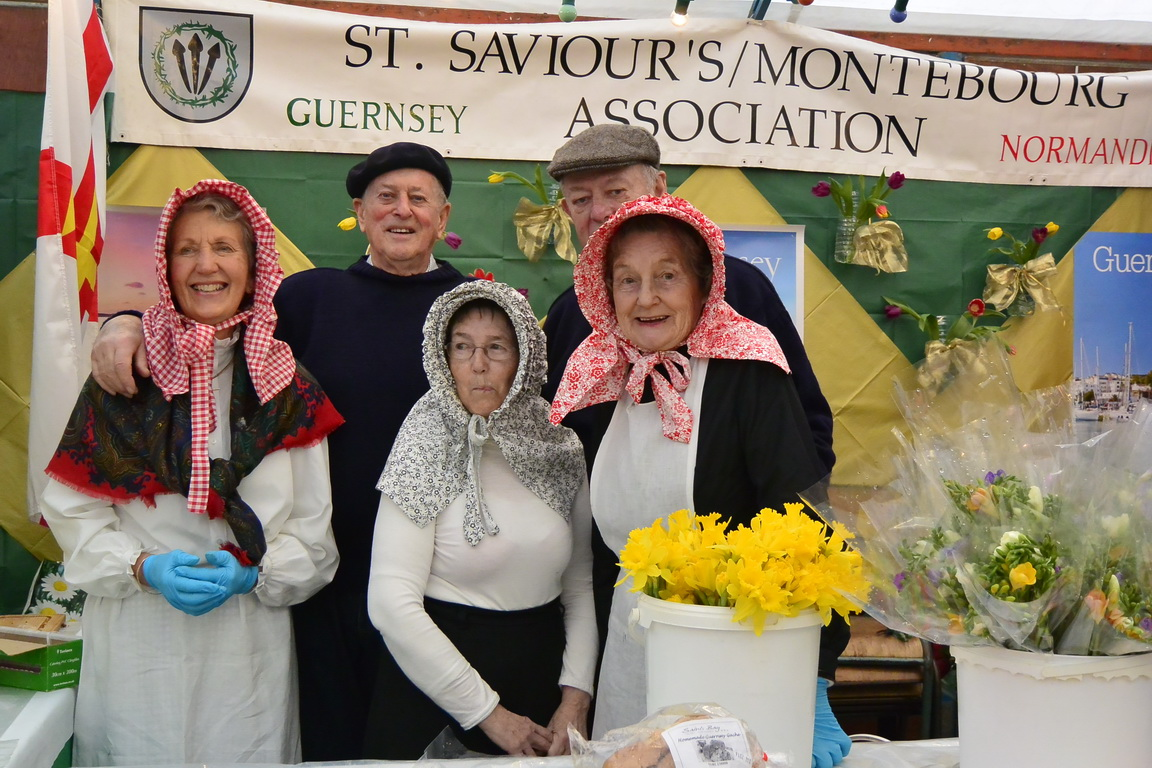
Comité de jumelage Saint Saviour, Guernsey.

## Personnalités liées à la commune
- François de Carbonnel de Canisy (baptisé vers 1656 - mort en 1723), abbé commendataire de l'abbaye de Montebourg ; en 1718, il fonde l'hôpital de Montebourg.
- Charles-François Tiphaigne de La Roche (Montebourg, 19 février 1722 - Montebourg, 11 août 1774), médecin et écrivain français.
- Guillaume Besnard-Duchesne (Montebourg, 1747 - 1826), homme politique français, lieutenant particulier du bailliage de Valognes, député du tiers état aux états-généraux de 1789, député de la Manche, en 1815, pendant les Cent-Jours.
- Ernest Le Nordez (Montebourg, 1839 - Marseille, 1905), journaliste-écrivain français ; frère ainé d'Albert Le Nordez.
- Albert Le Nordez (Montebourg, 1844 - Montebourg, 1922), conférencier et prélat catholique français. Il est aussi connu pour l'affaire Le Nordez, simple polémique devenue affaire d'État, précipitant l'adoption de la loi de séparation des Églises et de l'État, en 1905.
- Paul Le Cacheux (Montebourg, 1873 - 1938), historien et archiviste français.
- Edmond-Marie Poullain (Montebourg, 24 janvier 1878 - Granville, 27 juin 1951), magistrat, peintre-graveur et aquafortiste français.
- Joseph Lecacheux (Montebourg, 1880 - 1952), homme politique français, médecin de profession.
- Maurice Lucas (1896-1988), homme politique français, ingénieur agricole de formation. Il fonde la laiterie de Montebourg en 1935 et en reste président pendant une cinquantaine d'années.
- Michel Hébert, écrivain de romans policiers et d'ouvrages régionaux, y est né en 1933.